# Oldenlandia vachellii
Oldenlandia vachellii är en måreväxtart som först beskrevs av William Jackson Hooker och George Arnott Walker Arnott, och fick sitt nu gällande namn av Carl Ernst Otto Kuntze. Oldenlandia vachellii ingår i släktet Oldenlandia och familjen måreväxter. Inga underarter finns listade i Catalogue of Life.